# Dendryphantes nobilis
Dendryphantes nobilis är en spindelart som först beskrevs av Koch C.L. 1846.  Dendryphantes nobilis ingår i släktet Dendryphantes och familjen hoppspindlar. Inga underarter finns listade i Catalogue of Life.